# Светозар (имя)
Светозар — славянское двухосновное мужское имя. Этимологическое значение от слов «свет» и «озарять», или в сравнении от «светлый» и «заря». Имеет женский вариант Светозара.
Редко применявшееся в русском языке. Широкое хождение имело у южнославянских народов. Среди украинских культурных деятелей XIX века были распространены псевдонимы с этим именем, в том числе это имя использовал М. П. Драгоманов. От имени происходит фамилия Светозаров.

## Иноязычные варианты
- бел. Светазар[3]
- болг. Светозар, Светозара, Светлозар, Светлозара[6][3]
- серб. Светозар[7]